# Амберг, Оскар
О́скар А́мберг (эст. Oskar Amberg; 29 декабря 1878, Лифляндская губерния, Российская империя — 24 октября 1963, Любек, ФРГ) — эстонский государственный и политический деятель, инженер.

## Биография
Родился на скотоводческой мызе Войка, где его отец был управляющим, в волости Меэри (эст. Meeri vald, нем. Gemeinde Meyershof) прихода Ныо, Лифляндская губерния Российской империи.
В 1899—1904 годах обучался в Рижском политехническом институте. Был членом студенческой корпорации «Вирония».
Добровольцем участвовал в русско-японской (1904—1905) и Первой мировой войнах.
В 1910 году инженер Оскар Амберг основал в Рахумяэ завод по производству строительных материалов, основатель и совладелец Таллинского силикатно-кирпичного завода Амберг О. & Co (1910—1914).
В 1914–1918 годах работал инженером-прорабом на ревельских морских укреплениях, в т. ч. был руководителем строительства береговой батареи на острове Аэгна.
Участник эстонской войны за независимость (1918—1920 гг.), начальник инженерного департамента Военного министерства.
Член ряда общественных организаций, в том числе, один из руководителей Эстонского Красного Креста, позже, его вице-председатель (с 1927 года).
Был начальником экспедиции Эстонского Красного Креста. В августе 1921 года участвовал в передаче продовольствия для оказании помощи голодающим Советской России.
Депутат Государственного собрания Эстонии (Рийгикогу).
С 2 августа 1923 по 26 марта 1924 — Министр труда и социального обеспечения Эстонии.
С 25 февраля 1924 по 17 октября 1924 — Министр обороны Эстонии.
В 1925—1926 — министр путей сообщения. Участник первой поездки на первом электропоезде в странах Балтии, состоявшейся 20 сентября 1924 года.
В 1934—1940 — член правления Таллинского Эстонского издательского общества (эст. Tallinna Eesti Kirjastusühisus).
В 1944 году эмигрировал в Германию, умер в 1963 году в Любеке.